# کوستاکان
کوستاکان (انگلیسی: Kostakan) یک کوه آتشفشانی در شبه‌جزیره کامچاتکای کشور روسیه است.